# 사쿠라노 미야코
사쿠라노 미야코(일본어: 櫻野 美也子 さくらの みやこ[*], 1927년 7월 9일 - )는 전 다카라즈카 가극단 하나구미 여역으로, 전 하나구미 부조장이다.
시즈오카현 하마마쓰시 출신이다. 본명은 타케바야시 요시미(竹林ヨシミ), 결혼 전 성은 코이케(小池)이다. 예명의 유래는 모교의 이름에서 따왔다. 재단 시절 애칭은 "코이케짱"이다.

## 약력ㆍ인물
1940년, 다카라즈카 음악무용학교 (현 다카라즈카 음악학교)에 입학해, 1943년에 30기생으로써, 다카라즈카 가극단에 입단하였다. 초무대는 『해군(海軍)』이다.
1952년?부터 1953년?까지 하나구미 부조장을 맡았다.
1954년, 다카라즈카 가극단을 퇴단하였다.

## 같이 보기
- 시즈오카현 출신 인물 목록